# 銀貨30枚を返すユダ
『銀貨30枚を返すユダ』（ぎんか30まいをかえすユダ、蘭: Judas brengt de zilverlingen terug、英: Judas brengt de zilverlingen terug）は、17世紀オランダ黄金時代の巨匠レンブラント・ファン・レインが板上に油彩で描いた絵画である。画家のレイデン時代の1629年に制作された最初期の作品のうちの1つで、『新約聖書』の「マタイによる福音書」(27:3) に記述されている物語を主題としている。取り上げられているのは、ユダによるイエス・キリストの裏切りで、「それから、彼 (イエス・キリスト) を裏切っていたユダは、彼が非難されているのを見ると悔い改め、大祭司や長老たちに銀貨30枚を返した」という場面が描かれている。作品は現在、ノース・ヨークシャーのライスにあるマルグレイヴ城 (Mulgrave Castle) に所蔵されている。

## 評価
1630年頃、コンスタンティン・ハイヘンス は、画中のユダの人物像に関する分析を記述し、 レンブラントは、歴史画に登場する人物の感情表現において、古代の画家たち、および偉大な16世紀のイタリアの画家たちを凌駕したと主張した。ハイヘンスは以下のように述べている。
この絵をイタリアのすべて、いや最古の時代から伝えられてきた驚嘆すべき美のすべてと比較したまえ。その絶望するユダの身振り…泣き叫び (ハイヘンスの記述の誤り)、赦しを乞う、しかしすべての希望を奪われた乱心のユダ。すべての希望の痕跡は顔からも消し去られている。野蛮な目つき、毛根ごと引き抜かれた頭髪、引き裂かれた衣服、苦悶に歪む両腕、血がにじむほど強く握りしめられた両手…。無意識の衝動でひざまづいたこの男の全身体は、哀れを誘うほど醜く悶えている。私はこれらすべてを、さまざまな時代に生み出されてきた美のすべてと比較してみる。プロトゲネス、アペレス、パルラシオス…誓って言うが、彼らは誰一人として、髭もない粉屋であるオランダの若者が一人の人物像にかくも多くを盛り込むことができようとは思ってもみなかっただろう。

## 作品

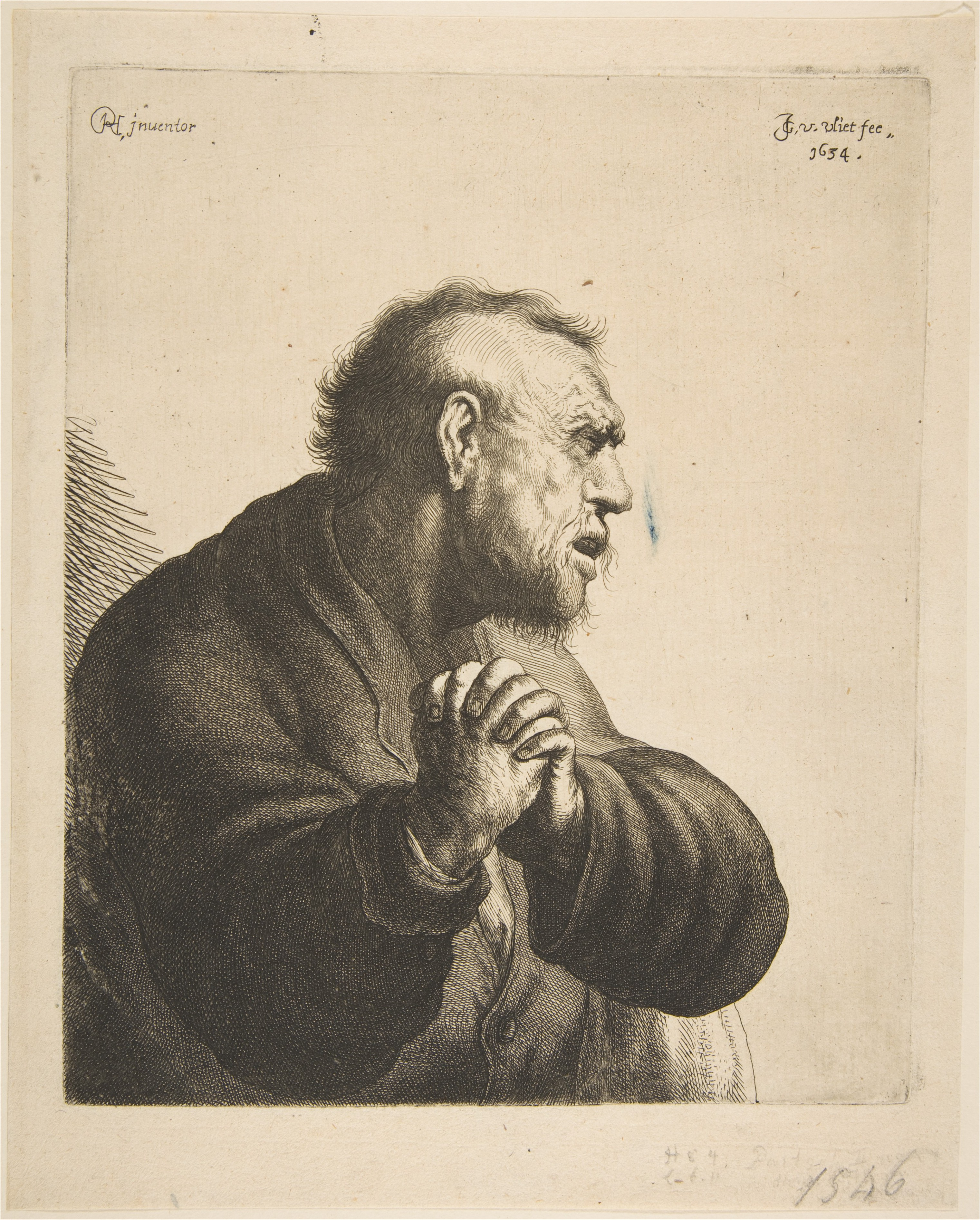
ヤン・ヒリスゾーン・ファン・フリート『嘆き悲しむ男』(レンブラントの『銀貨30枚を返すユダ』に基づく)、1634年

悪名高いユダによるキリストの裏切りのために、この福音書の出来事は、以前には非常に稀にしか描かれることはなく、レンブラントの作品の中でも本作がこの場面を描いた唯一の作例である。ここで、ユダは惨めで、後悔している人物として描かれている。ユダの額上に流れる血は、彼が自分の髪の毛を引き抜いたことを示している。ハイヘンスは、ユダについて「発狂した」、「絶望した」という言葉を用いており、レンブラントはこの状況をユダの握りしめられた両手と苦痛に満ちた渋面で表現している。このユダの描写をレンブラントは誇りに思っていたらしく、1634年に版画家ヤン・ヒリスゾーン・ファン・フリートを雇い、その上半身にもとづくエッチングを制作させている。
大祭司は劇的にユダに背を向け、他の長老たちは途方に暮れているように見える。写本を読んでいる人物は、銀貨を数えているように見える (30枚ある)。誰も他者と目を合わせていない。これは、数世紀後にエドワード・ホッパーが用いた手法である。
なお、本作や『ラザロの復活』 (ロサンゼルス・カウンティ美術館) における統一的な色調やキアロスクーロと呼ばれる微妙な光と陰の対比は、1625年から1626年の作品に見られる明るく多彩な色の活用とは異なっている。レンブラントがこの抑制された色調の様式に転じたのは1627年で、ヤン・リーフェンスや他のオランダの画家たちによる色彩の新たな実験を意識したのも理由の1つであっだろう。